# Na tropie Sokoła
Na tropie Sokoła (niem. Spur des Falken) – enerdowski western z 1968 roku w reżyserii Gottfrieda Kolditza.
Polska premiera odbyła się w maju 1969 roku wraz z reportażem Wieś w Tajdze produkcji WFD z 1968 roku.

## Obsada
- Gojko Mitić – Sokół
- Karl Sturm – Sokół (głos)
- Hannjo Hasse – Joe Bludgeon
- Barbara Brylska – Catherine Emmerson
- Annekathrin Bürger – Catherine Emmerson (głos)
- Lali Meszchi – Kruczowłosa
- Sonja Deustch – Kruczowłosa (głos)
- Rolf Hoppe – James Bashan
- Hartmut Beer – Fletcher
- Helmut Schreiber – Samuel Blake
- Fred Delmare – Peter Hille
- Milan Jablonský – Bad Face
- Lothar Schellhorn – Bad Face (głos)
- Holger Mahlich – Pat Patterson
- Fred Ludwig – Emmerson
- Horst Kube – Chat
- Dietmar Richter-Reinick – porucznik Forsythe
- Laurenti Koschadse – Szary Niedźwiedź
- Robert Trösch – Szary Niedźwiedź (głos)
- Fritz Mohr – sierżant McDryden
- Paul Berndt – Bill Meyers
- Otar Koberidse – Tasunka-witko
- Fred Alexander – Tasunka-witko (głos)
- Giorgi Tadischwili – kapitan Ronald
- Walter Amtrup – kapitan Ronald (głos)
- Wilfried Roil – Wrona
- Klaus Jürgen Kramer – Flinker Hirsch
- Duchana Zerodse – matka Kruczowłosej
- Ruth Kommerell – matka Kruczowłosej (głos)
- Fritz Marquardt
- Michael Gwisdek
- Winfried Glatzeder

Źródło:

## Wersja polska
Reżyseria: Izabella Falewiczowa

Wystąpili:
- Marek Perepeczko – Sokół
- Edmund Fetting – Bludgeon
- Barbara Brylska – Catherine Emmerson
- Krzysztof Świętochowski – Fletcher
- Zbigniew Kryński – Samuel Blake
- Jerzy Tkaczyk – Peter Hille
- Maciej Rayzacher – Pat Patterson
- Adam Mularczyk – Chat
- Tadeusz Czechowski – porucznik Forsythe
- Jarosław Skulski – Szary Niedźwiedź
- Zdzisław Tobiasz – sierżant McDryden
- Tadeusz Jastrzębowski – Bill Meyers